# Melek Atakol
Melek Atakol (ur. 15 maja 1991) – turecka zapaśniczka walcząca w stylu wolnym. Dwunasta na mistrzostwach Europy w 2011. Mistrzyni śródziemnomorska w 2010 roku.